# Sdílená ekonomika
Sdílená ekonomika (též kolaborativní ekonomika) – z anglického sharing economy, někdy také collaborative economy, peer-to-peer economy, access economy, pooling economy, je ta výseč spoluspotřebitelství, která je založena na směně. A protože jde o ekonomiku, „je to systém směny, kde se kvalita nutně redukuje na kvantitu.“ Hovoříme tedy o všech transakcích tohoto typu, které lze vyčíslit penězi a které jsou založeny na nějaké formě reciprocity. Některé služby, jež jsou zahrnuty pod pojmem sdílené ekonomiky, jsou poněkud kontroverzní, protože namísto zvýšení efektivity využívání zdrojů je jejich hlavním rysem spíše generovaní zisku prostřednictvím snižování ceny práce. Hranice mezi „sdílením“ a „pronajímáním“ je tenká. Vedle snižování cen také dochází ke snižování spotřeby (například prodeje aut).
V posledních letech ve světě vznikají i jiné formy sdílení produktů. Nejen podnikatelské subjekty, které produkty pronajímají, ale i platformy sdružující lidi, kteří vlastněné věci sdílejí, vyměňují a půjčují si mezi sebou. Příkladem může být např. sdílení aut nebo sdílení jízdních kol. Známými příklady jsou třeba služby Airbnb nebo Couchsurfing na sdílení ubytovacích kapacit na dovolenou, alternativní taxislužba Uber, katalog jednorázových námezdních sil TaskRabbit, prodejce DIY předmětů ETSY či české projekty Fler a SharyGo.
Důležitým principem sdílené ekonomiky je, že mít přístup k věci je lepší než ji vlastnit, protože je to levnější a ekologičtější. Množství věcí, které vlastníme, využíváme pouze občas. Nejčastěji se uvádí příklad vrtačky, jíž využijeme jednou ročně, stejně jako mnoho dalších lidí, kteří ji vlastní. Na tomto principu fungují např. zmíněné Airbnb, Couchsurfing, The Freecycle Network nebo český web VšezaOdvoz.

## Historie
Vývoj toho, co je v 21. století chápáno pod pojmem sdílená ekonomika, lze vysvětlit pomocí pojmů organické a mechanické solidarity, jež nastínil Émile Durkheim v knize Společenská dělba práce. V komunitních ekonomikách, v pospolitostech existovala solidarita mechanická. Ta spojovala lidi sdílející stejné hodnoty a stejný fyzický prostor. Šlo o společenství, kde se jejich příslušníci navzájem znali a díky nízké míře dělby práce dělali přibližně totéž a byli tudíž celku přibližně stejně prospěšní. Vzájemná solidarita – sdílení zdrojů – byla tedy nutná pro přežití komunity jako celku. Organická solidarita vychází z představy, že lidé jsou specialisté, kteří navzájem potřebují konkrétní dovednost ostatních a je charakteristická pro kapitalistickou společnost. Přechod na tento model znamená zvýšení anonymity společnosti, kde lidé žijí ve velkých sídlech. Nárůst kvantity a vyšší specializace dělají práci náročnější na koordinaci. Vedle reziduí mechanického sdílení se vytváří nový typ solidarity, který je centrálně řízen. Sdílená ekonomika je hybridem mezi těmito dvěma typy sdílení. Jde o systémy, které jsou řízeny centrálně, ale je u nich tendence vytvářet komunitu uživatelů, kteří si chtějí užít „radost ze sdílení“.

## Kritika
Čím více konkrétní podnik opouští tuto filosofickou základnu sdílené ekonomiky a podlehne tradičnějším obchodním praktikám, tím je obtížnější takové projekty pojmem sdílená ekonomika zastřešovat. To je případ americké společnosti Uber, jež dlouhodobě vzbuzuje kontroverzi, protože jeho zaměstnanci nepožívají výhody plynoucí z plnohodnotného pracovního poměru. Vznikají tedy obavy z celkového znehodnocování práce.
Sdílená ekonomika by měla být podmnožinou spoluspotřebitelství. V případě služeb jako je TaskRabbit je obtížné tyto dva pojmy ztotožnit.
Nejenže některé společnosti prekérní práce využívají, mají na ní dokonce postaven svůj obchodní model s tím, že vztah mezi zaměstnavatelem a zaměstnancem bývá podobně asymetrický jako u běžného pracovního poměru.

## Příčiny vzestupu
1. Rozvoj sdílené ekonomiky jde ruku v ruce s rozvojem ekonomiky digitální. To vyžaduje vybudovanou infrastrukturu pro vysokorychlostní internet, dostupnost hardwaru i softwaru. Počet uživatelů internetu vzrostl globálně z 6,5 % v roce 2000 na 43 % v roce 2015.[8] Signifikantní nárůst zaznamenává také jak fyzická, tak finanční dostupnost mobilního internetu.[8]
2. Vzestup sociálních médií umožnil neustálou konektivitu. Se zkracováním času nutného ke komunikaci se také snižují transakční náklady.
3. Nárůst příjmové a majetkové nerovnosti, oslabování pozice střední střídy.
4. Nestálost cen a dostupnosti přírodních zdrojů. Jen v roce 2015 klesly ceny ropy více než o 50 %.[9] Geopolitická nestálost v regionu Blízkého východu, problematické vztahy Západu s Ruskem a pokračující klimatická změna vedou ke zvýšené poptávce po nezávislosti a trvanlivosti. Příklon k lokální výrobě a sdílení zdrojů jsou méně rizikové než závislost na dovozu.
5. Jde o rostoucí odvětví ekonomiky. Podle Forbesu měly zisky z ní plynoucí v roce 2013 vzrůst na 3,5 miliardy dolarů.[10]

## Ekonomické dopady
Jeho největší ekonomickou výhodou je zvýšení efektivity využívání zdrojů.
Snížení celkového odpadu. V souladu s doktrínou cirkulární ekonomiky by produkty měly být navrženy tak, aby je bylo možné recyklovat a vyrobit z nich produkty o stejné kvalitě. Dlouhodobá životnost je vždy pozitivem, neboť k recyklaci je nutná spotřeba energie.
Tento fenomén lze vnímat negativně, pokud výkonnost ekonomiky budeme ztotožňovat s HDP, které má tu nevýhodu, že se v něm odráží v podstatě jakákoli lidská aktivita. Tedy zvyšování HDP nemusí mít nutně pozitivní dopady. Aktivita může být doprovázena znečištěním, čerpáním zdrojů, ohrožením zdraví a jinými negativními jevy. Příkladem přístupu, který vyžaduje výrobu a tedy aktivitu za každou cenu je koncept plánovaného zastarávání, který je teoreticky přímým opakem toho, o co cirkulární a sdílená ekonomika společně usilují.
Znehodnocení práce. Některé modely jsou založené na vytváření švarc systému, jenž snižuje příjem veřejných systému zdravotního a sociálního pojištění. Pro zaměstnance je to stav nejistoty, v některých případech nedostávají zaplaceno vůbec, protože je systém založen na principu aukce.

## Veřejné statky
Jde o formu sdílené ekonomiky, kde směna probíhá nepřímo, tedy prostřednictvím placení daní. Do sdílené ekonomiky ve veřejném sektory by se daly počítat služby jako veřejné zdravotnictví, vzdělání, hasiči, policie, správa komunikací, ale i dotace na veřejnou dopravu, výzkum nebo veřejné knihovny.

## Příklady
- Bydlení
  - Airbnb (oproti původní myšlence sdílení části bytu nyní převažuje krátkodobý komerční pronájem)
  - Cohousing
  - CouchSurfing
- Doprava
  - sdílení jízdních kol
  - sdílení aut (např. Autonapůl)
  - sdílené taxi (např. maršrutka)
  - spolujízda
- Finance
  - crowdfunding (financování projektů jednotlivci – např. KickStarter)
  - P2P půjčky (Zonky)
  - směnný obchod
- Jídlo a pěstitelství
  - komunitní zahrada
  - potravinová banka
  - semenná burza
- Sdílená práce
  - coworking
  - časová měna
  - místní výměnný obchodní systém (LETS)
- Technologie
  - cloud computing
  - projekt GNU
  - otevřený software
- Ostatní
  - copyleft
  - knihobudky
  - knihovna věcí – sdílení běžně nepoužívaných věcí
  - Wikipedie